# Ulrich Heinze
Ulrich Heinze (* 22. Oktober 1966 in Bonn) ist ein deutscher Soziologe und Medientheoretiker.

## Leben
Nach dem Abitur 1985 studierte Heinze an der Freien Universität Berlin (FU), der Universität München und der Universität Köln Soziologie und Publizistik. An der FU Berlin legte er im Fach Soziologie das Diplom-Examen ab und wurde 1991 promoviert. Titel seiner Dissertationsschrift war: Meta-Kommunikation. Zur Medialisierung moderner Gesellschaft.
Es folgten drei Jahre als Redakteur beim Norddeutschen Rundfunk in Hamburg und drei weitere Jahre Erziehungszeit und zugleich ein Studium der Japanologie an der Universität Hamburg. In den Jahren 1999 und 2000 forschte Heinze als Postdoc-Fellow zur kulturellen Globalisierung der Japanischen Werbung am Institute of Socio Information and Communication Studies (ISICS), Universität Tokio. 2001 war er Dozent für Soziologie an der Universität Freiburg. Im selben Jahr begann er eine Tätigkeit als DAAD-Lektor für Deutsche Soziologie und Sprache an der Graduate School of Arts and Sciences der Universität Tokio in Komaba. 2004 wurde er an der Universität Freiburg für das Fach Soziologie habilitiert.
Heinzes Forschungsschwerpunkte sind Narrative der Populärkultur, westliche und fernöstliche Mediengeschichte, Comics und Mangas sowie Bildsprachen und Werbestrategien. Er übersetzte zwei Aufsätze des Medientheoretikers Yoshimi Shunya aus dem Japanischen ins Deutsche. Einer (erschienen in Blickwelten, 2013) behandelt die Geschichte der sakariba (Vergnügungsviertel) in Tokyo. Der andere (erschienen in Bruchkanten, 2006) analysiert Biographie und Werkthemen des konservativen Schriftstellers und Drehbuchautors Ishihara Shintarō (1933–2022).
Von 2008 bis 2015 war Heinze tätig am Sainsbury Institute for the Study of Japanese Arts and Cultures in Norwich, East Anglia. Eines seiner Forschungsthemen war die Antwort Ishiharas auf Clint Eastwoods Regiearbeiten Flags of Our Fathers (2006) und Letters from Iwo Jima (2006) mit dem Film ore wa, kimi no tame ni koso shini ni iku (2007).

## Schriften (Auswahl)
- Die bildgesteuerte Gesellschaft. Filmgenres als soziale Handlungsmedien. transcript, Bielefeld 2023, ISBN 978-3-8376-6842-1.
- Medienkaskaden. Zur Medientheorie moderner Gesellschaft. transcript, Bielefeld 2016, ISBN 978-3-8376-3155-5.
- Japanische Blickwelten. Manga, Medien und Museen im Zeichen künstlicher Realität. transcript, Bielefeld 2013, ISBN 978-3-8376-2149-5.
- Hautkontakt der Schriftsysteme. Japan im Zeichen der Globalisierung: Geldflüsse und Werbetexte. transcript, Bielefeld 2006, ISBN 3-89942-513-8 (Habilitationsschrift).
- Japanische Bruchkanten. Konturen der kankei nai-Kultur. Lit-Verlag, Münster 2006, ISBN 3-8258-9652-8